# Mark Schmetz
Mark Schmetz (ur. 3 stycznia 1977 w Geleen, Holandia) holenderski piłkarz ręczny. Jest zawodnikiem grającym na pozycji prawoskrzydłowego w drużynie TBV Lemgo (z numerem 14) i w reprezentacji Holandii.

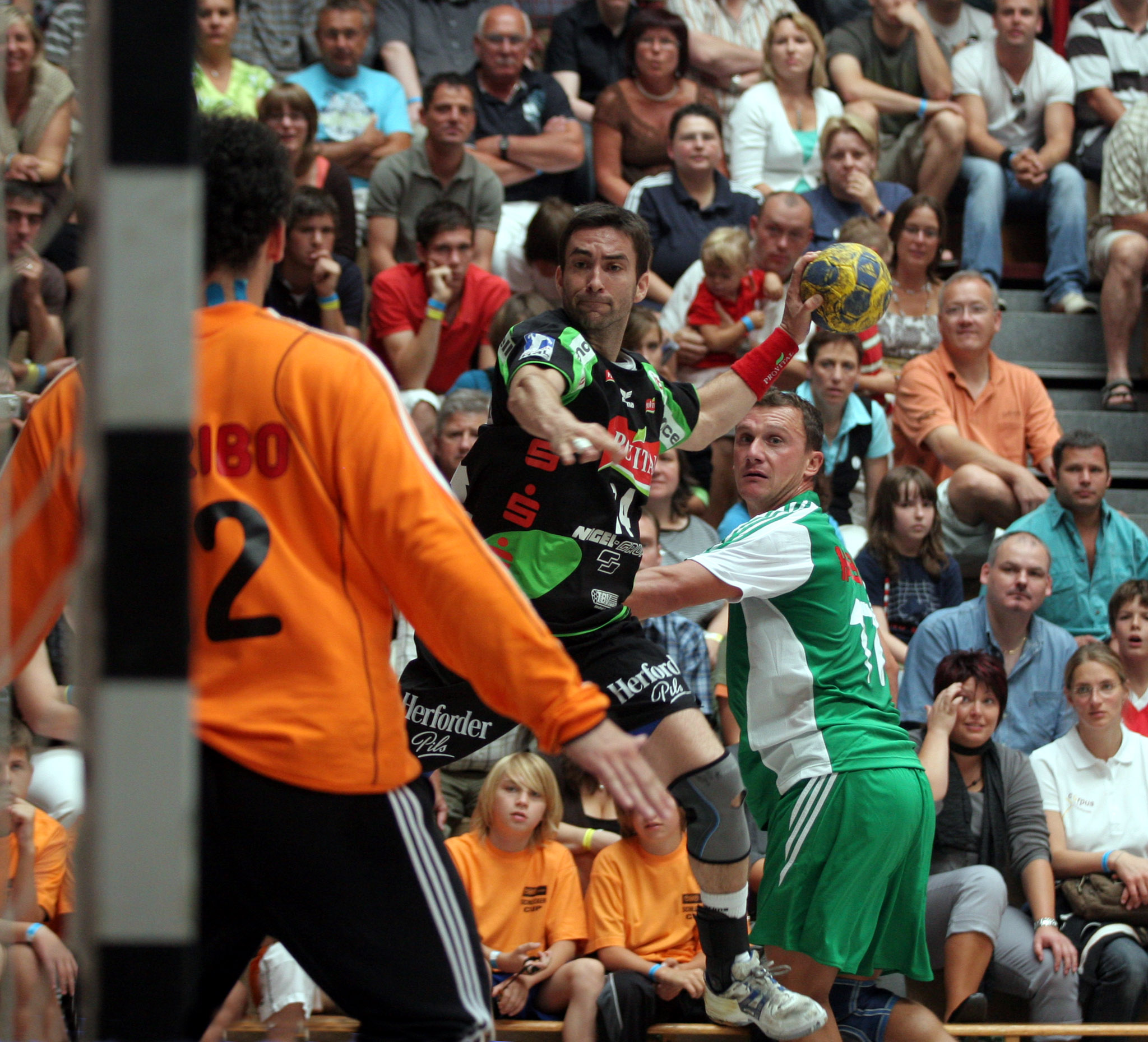
Mark Schmetz w akcji rzutowej na bramkę

Pierwszym klubem w jakim grał Mark Schmetz był Hirschmann/V&L (drużyna pierwszej ligi w Holandii), z którą zdobył puchar Holandii. W 1998 przeszedł do drużyny TSG Herdecke grającej w 2 Bundeslidze. W 2000 przeszedł do klubu SG Wallau-Massenheim grącego w 1 Bundeslidze, natomiast w 2001 został piłkarzem ręcznym roku w Holandii.
W 2002 przeszedł do klubu TUSEM Essen. W 2005 zdobył z tym klubem Puchar EHF zostając pierwszym holenderskim piłkarzem ręcznym, który zdobył jakikolwiek puchar. Jednak w tym samym roku Essen nie otrzymało licencji na grę w 1 Bundeslidze i zostało zdegradowane do ligi regionalnej. Schmetz był jednym z trzech zawodników, którzy przeszli drogę z Essen z ligi regionalnej do 1 Bundesligi. W 2008 Schmetz przeszedł do drużyny TBV Lemgo.